# Julie Gerstel
Julie Gerstel (30. März 1815 – 1851 in Stuttgart) war eine deutsche Theaterschauspielerin.

## Leben
Gerstel, die Schwester von August und Wilhelm Gerstel galt als talentvolle Darstellerin naiver und sentimentaler Liebhaberinnen. Zuletzt wurde sie als Nachfolgerin von Caroline Bauer an das Hoftheater in Petersburg engagiert. Sie beendete aber ihrer Karriere frühzeitig und starb 1851 in Stuttgart.
Verheiratet war sie mit dem Schauspieler Constantin Holland in dessen zweiter Ehe. Die Schauspielerin Marie Holland war ihre Stieftochter, der Schauspieler Carl Holland war ihr Sohn.